# Pavetta breviflora
Pavetta breviflora är en måreväxtart som beskrevs av Dc.. Pavetta breviflora ingår i släktet Pavetta och familjen måreväxter.

## Underarter
Arten delas in i följande underarter:
- P. b. breviflora
- P. b. ciliolata
- P. b. pubescens